# 里昂香肠
里昂香肠是一种大腊肠，是法国里昂的特产。

## 特点
里昂的香肠历史悠久，但现在最流行的配方始于十九世纪三十年代 。起初，它由猪瘦肉等多种肉制成，尤其是驴肉，最多占总肉量的四分之一。但随时间推移，驴肉逐渐被马肉或牛肉所取代  ·   。由此可以看出，这种香肠优先使用瘦肉，因此颜色较深。制作香肠时，首先将瘦肉细切，并与大块肥猪肉混合 。下一步通常会添加黑胡椒粒、白胡椒粉、大蒜、香料（肉豆蔻衣及肉豆蔻）、天然乳酸菌及产自本大区的红酒。之后将所有原料灌注到天然肠衣（猪大肠）中，涂抹硝酸钾 并风干几个月，使熟成和风干达到最佳效果。这也是里昂香肠很硬的原因。
优质的里昂香肠重量一般在400至500克之间，脂肪含量不超过15%或20 %  。

## 类似特色香肠
里昂香肠与另一种由外表呈粉色而得名的香肠Rosette 有相似之处。后者更粗（重量至少为550 g ），由切碎的猪瘦肉，即火腿、肩肉、里脊肉及五花肉四种猪最受欢迎的部位，及较厚的肥肉制成。制作时将其全部灌注在猪直肠（rosette）中。
另一种叫Jésus的香肠与里昂香肠更相似，但其仅由火腿、猪肩、猪里脊及猪五花肉制成，并灌注在另一种肠衣，即盲肠中，因此这种香肠呈梨形 。